# Болотов, Василий Васильевич
Васи́лий Васи́льевич Бо́лотов (1 января 1854 [13 января 1854], Тверская губерния — 5 [18] апреля 1900, Санкт-Петербург) — русский востоковед и церковный историк. Член-корреспондент Императорской Академии наук (1893), ординарный профессор Санкт-Петербургской духовной академии (1896). Доктор церковной истории (1896).
Владел древними классическими языками (еврейским, сирийским, арабским и др.) и рядом европейских языков; изучил коптский, армянский, грузинский и персидский языки. В общей сложности знал свыше 20 языков.

## Биография
Происходил из старинного рода духовенства Тверской епархии, родился 1 (13) января 1854 в селе Кравотынь (Осташковский уезд, Тверская губерния). Его предки на протяжении нескольких поколений служили в селе Савцыно Кашинского уезда и носили фамилию Савцынских, а потом получили фамилию Болотовых. Воспитывался матерью, Марией Ивановной (урождённая Вишнякова), вышедшей замуж за вдовца, дьячка Троицкого собора в Осташкове, Василия Тимофеевича Болотова, который утонул в озере Селигер 16 ноября 1853 года, незадолго до рождения сына.
Крайняя бедность сопровождала его в году обучения, хотя как сын младшего клирика он получил право получения за казённый счёт среднего духовного образования; в 1869 году он окончил Осташковское духовное училище, а затем Тверскую духовную семинарию. Затем, в 1875 году он поступил на церковно-историческое отделение Санкт-Петербургской духовной академии, где обратил на себя особенное внимание профессоров; когда 5 марта 1878 года скончался заслуженный ординарный профессор академии И. В. Чельцов Совет академии решил не замещать его кафедры до окончания курса студентом Болотовым. В июне 1878 года он защитил кандидатскую диссертацию, а 28 октября 1879 года магистерскую диссертацию «Учение Оригена о Святой Троице», которая по отзыву И. Е. Троицкого, заслуживала докторской степени.
С 3 ноября 1879 года он занял кафедру древней церковной истории Санкт-Петербургской духовной академии, сначала в качестве доцента, затем экстраординарного (с 24 октября 1884) и ординарного (с 19 сентября 1896) профессора. С декабря 1893 года В. В. Болотов — член-корреспондент Императорской академии наук по разряду историко-политических наук. В 1896—1897 годах он временно замещал кафедру догматического богословия и читал курс исторического изложения догматов.
В 1880—1890-х годах он неоднократно был присяжным заседателем в суде; как консультант и переводчик участвовал в подготовке русских экспедиций в Эфиопию. За переводы дипломатической переписки с эфиопских языков, геэз и амхарского, по представлению Министерства иностранных дел досрочно получил чин действительного статского советника.

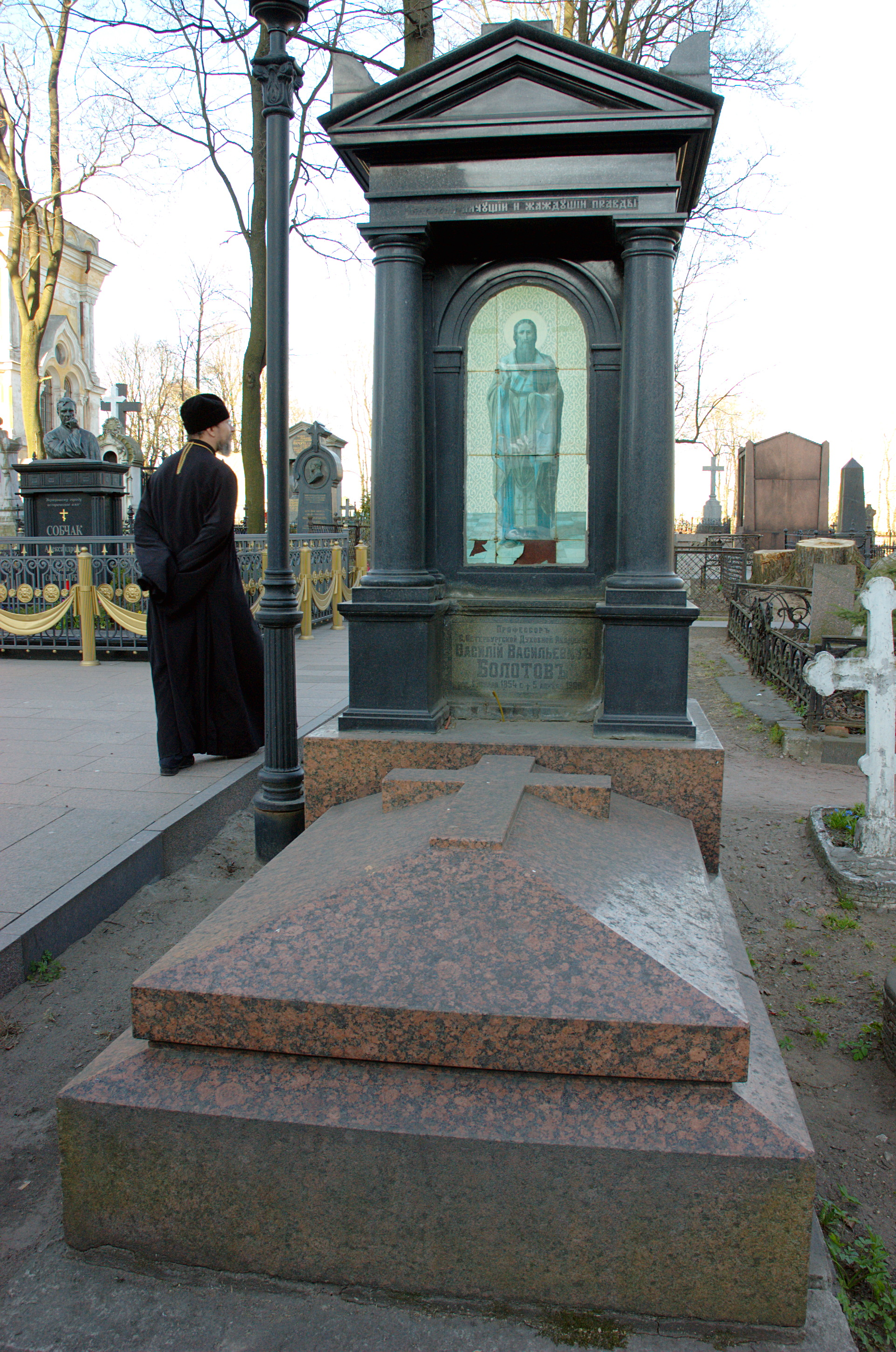
Могила Болотова

За работы по церковной истории Эфиопии и Египта 7 февраля 1890 года ему была присуждена полная Макарьевская премия; 21 мая 1896 года по ходатайству профессора И. Е. Троицкого за многочисленные капитальные труды он получил степень доктора церковной истории honoris causa.
В 1898 году Болотов принимал участие в деле присоединения сиро-халдейских несториан к православию, для этой цели перевёл на сирийский язык ряд необходимых вероисповедных формул; в 1900 году он был назначен делегатом в особую комиссию при Астрономическом обществе для согласования православного календаря с западно-европейским. После его смерти эту работу продолжил Дмитрий Голубинский.
Был награждён орденами Св. Станислава 3-й и 2-й степени, Св. Анны 3-й и 2-й степени.
В последние годы жизни страдал почечной и печеночной недостаточностью, развивавшейся на фоне хронического малокровия. Умер в 19:00 час. 5 (18) апреля 1900 года и был погребён на Никольском кладбище Александро-Невской лавры. Последними его словами были: «Христос идёт, Бог идёт. Иду ко Христу».

## Память
9 июня 2014 года в храме Введения Пресвятой Богородицы села Кравотынь была открыта мемориальная доска, посвящённая Василию Болотову.
9 августа 2025 года митрополит Тверской и Кашинский Амвросий (Ермаков) совершил Божественную литургию во Введенской церкви деревни Кравотынь. В этот же день в Осташкове прошла просветительская конференция «В.В. Болотов: историк и богослов».